# ピエール・ヴィルヌーヴ

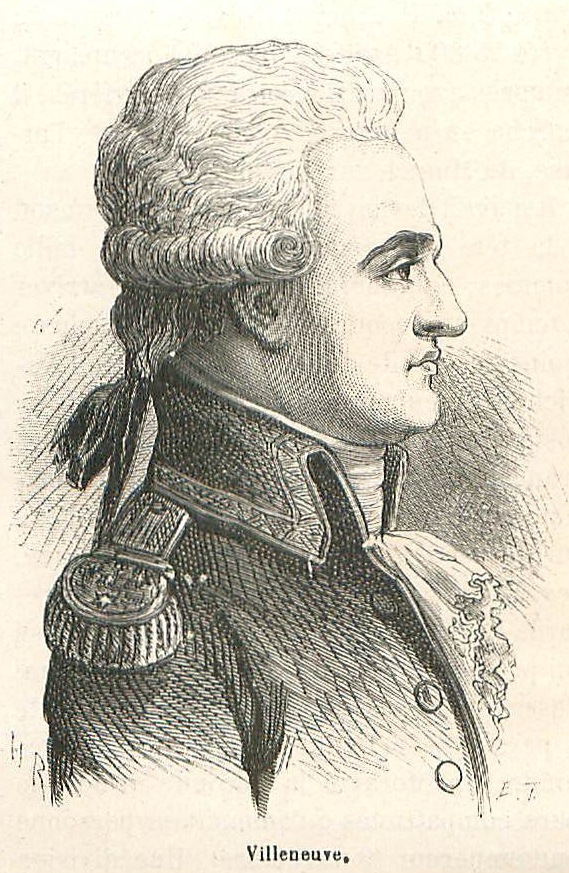
ピエール・ヴィルヌーヴ

ピエール＝シャルル＝ジャン＝バティスト＝シルヴェストル・ド・ヴィルヌーヴ（Pierre-Charles-Jean-Baptiste-Silvestre de Villeneuve、1763年12月31日 - 1806年4月22日）は、19世紀初頭のフランス海軍の提督。伯爵。

## 来歴

### 生い立ち～海軍提督へ
1763年、現在のアルプ＝ド＝オート＝プロヴァンス県ヴァロンソルに生まれ、1778年海軍に入る。アメリカ独立戦争ではフランソワ・ド・グラス艦隊のマルセイユ号に海軍少尉として勤務。フランス革命が勃発すると、貴族出身でありながらこれに共感し、貴族のしるしである「de」をその名からはずし、他の多くの貴族出身将校が追放された海軍で勤務を続けた。革命戦争でいくつかの戦闘に加わり、1796年海軍少将に昇進した。
1798年、ナポレオンのエジプト遠征に参加。後方支援戦隊の指揮を采る。彼の乗艦であるギヨーム・テル号はナイルの海戦でのネルソンのイギリス艦隊による撃沈・拿捕を免れたフランス艦のひとつである。積極的にイギリス艦隊との戦闘に加わらなかったことは後日批判されたが、ナポレオンが「彼は単に幸運だったのだ」と擁護したため、その軍歴に影響はほとんどなかった。
1804年、ナポレオンによってトゥーロン駐留艦隊司令官に任ぜられる。ヴィルヌーヴがナポレオンから与えられた指令は、イギリス海軍の戦力を分散させるために西インド諸島へ向かい、ブレストから出撃したフランス艦隊とスペイン艦隊を合流させた後で引き返してイギリス海峡に突入し、ブローニュに駐屯しているイギリス侵攻軍をブリテン島に上陸させるというものだった。

### トラファルガー海戦
1805年3月29日、ヴィルヌーヴは戦列艦11隻を率いてトゥーロンを出航した。西インド諸島に到着した彼は1カ月にわたって待ち続けたが、ガンテューム提督の率いるブレスト艦隊は現れなかった。6月11日、ヴィルヌーヴは艦隊を合流させられないままヨーロッパに向かった。
7月22日、ヴィルヌーヴの艦隊はスペイン北西部のフィニステレ岬に到達し、カルダー提督の率いるイギリス艦隊と交戦してスペイン艦2隻を拿捕された（フィニステレ岬の海戦）。数の上ではフランス艦隊が優勢だったが、ヴィルヌーヴは攻撃に転じようとはせず、8月1日にア・コルーニャに到着した。計画のとおりブレストとブローニュに向かえというナポレオンの指令を彼はそこで受け取ったが、おそらくは優勢なイギリス艦隊がビスケー湾にいるという誤報を信じたため、スペイン艦隊の司令たちの反対を押し切ってカディスに戻った。この行動により、ナポレオンが計画していたイギリス侵攻作戦は完全に頓挫してしまった。
1805年9月、オーストリアとの戦いを支援するためにフランス・スペイン連合艦隊はナポリを攻撃せよという指令がナポレオンから下された。しかしヴィルヌーヴはなかなか行動しようとせず、ナポレオンの命令を無視し続けていた。10月中旬、ナポレオンが彼をフランソワ・エチエンヌ・ド・ロジイ＝メスロ（fr:François Étienne de Rosily-Mesros）と交代させ、パリに召還しようとしていることがヴィルヌーヴの知るところとなった（「ヴィルヌーヴは意志薄弱で艦を率いることができない。決断力もなければ精神的勇気も乏しい」とナポレオンは海軍大臣宛の書面で述べている）。10月18日、新しい司令長官が赴任する前にヴィルヌーヴは出撃命令を出した。
1805年10月21日、カディスの沖合で待ちかまえていたネルソン提督のイギリス艦隊がフランス・スペイン連合艦隊と交戦に入った（トラファルガーの海戦）。ネルソンは戦死したものの、戦いはイギリス艦隊の勝利に終わった。連合艦隊の旗艦「ビューサントル」は拿捕され、ヴィルヌーヴも捕虜となった。

### 最期
ヴィルヌーヴはイギリスに送られたが、仮釈放の身となり、200名の部下とハンプシャーに滞在した。ネルソンの葬儀にも参列している。翌年フランスに帰国し、軍務に復帰したいと希望したが、彼の願いが叶えられることはなかった。
1806年4月22日、ヴィルヌーヴはレンヌの宿屋で遺体となって発見された。自殺であるとする説が有力だが、左肺に六つ、心臓に一つ刺傷があるという死に方であったため、ナポレオンの命令で暗殺されたのだという噂が流布することになった。

## 評価
ヴィルヌーヴに対する後世の評価は高くない。1911年度版のブリタニカ百科事典では「カディスを出て海戦に踏み切るという1805年10月の決断は、ヴィルヌーヴ自身の指針に照らしても正当化の余地がない。敗北が不可避なものであると予見していたにもかかわらず彼が出撃したのは、自分が更迭されることを海軍大臣から知らされていたからでしかない。それまで避けようとしていた破滅に向かって突き進んだも同然である……虚栄心を傷つけられて発作的にとった行動であった」と述べられている。ただしエトワール凱旋門にはヴィルヌーヴの名前も刻まれている。